# Baby Love
„Baby Love” este un cântec R&B compus de cântăreața americană Nicole Scherzinger împreună cu Kara DioGuardi, Keith Harris, și William "will.i.am" Adams pentru albumul de debut al lui Sherzinge, Her Name Is Nicole (nelansat).